# Scolecomorphus
Scolecomorphus là một chi động vật lưỡng cư trong họ Scolecomorphidae, thuộc bộ Gymnophiona. Chi này có 3 loài và không bị đe dọa tuyệt chủng.

## Các loài
- Scolecomorphus kirkii Boulenger, 1883
- Scolecomorphus uluguruensis Barbour & Loveridge, 1928
- Scolecomorphus vittatus (Boulenger, 1895)